# Walter Döring
Walter Friedrich Döring (ur. 1 marca 1906 w Eisenach, data śmierci nieznana) – zbrodniarz nazistowski, członek załogi niemieckiego obozu koncentracyjnego Neuengamme i SS-Oberscharführer.
Z zawodu kupiec. Członek personelu Neuengamme w latach 1941–1943. Od listopada 1942 do lutego 1943 kierował komandem więźniarskim (II. SS-Baubrigade) w Osnabrück. Döring brał udział w rozstrzeliwaniu i gazowaniu jeńców radzieckich, powieszeniu dwunastu więźniarek narodowości rosyjskiej i polskiej oraz zamordował więźnia rosyjskiego, którego schwytano przy próbie ucieczki z komanda w Osnabrück.
23 czerwca 1951 został skazany przez zachodnioniemiecki sąd w Hamburgu na dożywocie i dodatkowe 2 lata pozbawienia wolności. Wyrok zatwierdził Sąd Najwyższy Republiki Federalnej Niemiec 21 grudnia 1951.